# Musée Saint-John-Perse
Le musée Saint-John-Perse est un musée municipal situé dans le quartier historique de Pointe-à-Pitre, en Guadeloupe. Il abrite une exposition permanente sur les costumes créoles et sur le poète et diplomate Saint-John Perse (nom de plume d'Alexis Leger), prix Nobel de littérature en 1960.

## Historique
Construit en 1880, le bâtiment présente une structure en métal et brique, conçue en kit potentiellement par les ateliers Gustave Eiffel pour un planteur louisianais. Le navire qui acheminait les éléments fait naufrage en Guadeloupe et les éléments récupérés sont vendus aux enchères. Cette maison a un édifice jumeau à Saint-François, l'habitation Zévallos.
À l'origine résidence d'Ernest Souques, le propriétaire de l'usine sucrière Darboussier, la « Maison Souques », erronément appelée « Souques-Pagès »[réf. nécessaire], était à l'abandon dans les années 1970 lorsque la mairie de Pointe-à-Pitre l'a rachetée pour en faire le Musée Saint-John Perse. Il a été voulu et inauguré en 1987, à l'occasion du centenaire de la naissance du poète-diplomate, par le docteur Henri Bangou, sénateur-maire de Pointe-à-Pitre, 
Le bâtiment a été partiellement classé au titre des monuments historiques le 17 août 1979. Le Musée est labellisé « Musée de France » et « Maison des Illustres » bien que le jeune Alexis Leger, futur Saint-John Perse, n'y ait jamais mis les pieds (la maison où il est né et a vécu jusqu'à ses douze ans, bien plus modeste et laissée à l'abandon pendant une quarantaine d'années, a été démolie en septembre 2017).

## Le musée dans la littérature
Dans son roman La Vie scélérate, Maryse Condé y fait une allusion implicite et parodique en évoquant la volonté de la mairie de Pointe-à-Pitre, les « communistes de ville », de faire l’acquisition de la « maison Fouquier-Barrat », sous lequel se lit Souques-Pagès, mais cela, afin d’honorer la mémoire d’un « martyr de l’indépendance », le grand-oncle de Coco, Jean-Louis mort le 24 mars 1971.